# Sladeniaceae
Die Sladeniaceae sind eine Pflanzenfamilie aus der Ordnung der Heidekrautartigen (Ericales) mit zwei Gattungen und nur drei Arten.

## Beschreibung
Es sind immergrüne Bäume. Die wechselständig angeordneten Laubblätter sind einfach. Der Blattrand ist gesägt oder gezähnt. Nebenblätter sind keine vorhanden.
Die Blüten stehen in achselständigen zymösen Blütenständen.
Die kleinen (weniger als 5 mm langen), zwittrigen Blüten sind radiärsymmetrisch und meist fünfzählig. Sie haben ein doppeltes Perianth. Es sind je fünf freie Kelch- und freie oder verwachsene Kronblätter vorhanden. Die Blüten enthalten zehn bis fünfzehn freie, fertile Staubblätter. Drei Fruchtblätter sind zu einem oberständigen, synkarpen Fruchtknoten verwachsen; es sind drei Griffel vorhanden.
Bei Sladenia werden Früchte mit geflügelten Samen gebildet.

## Systematik und Verbreitung
Sie haben ein disjunktes Areal nur in der Paläotropis: in den Subtropen und Tropen: in Yunnan (China), Burma, Thailand und im östlichen Afrika.
Der Familienname Sladeniaceae (Gilg & Werdermann) Airy Shaw, wurde 1964 von Airy Shaw in Kew Bull., 18, S. 267 veröffentlicht. Die heute hier eingegliederten Arten wurden früher in die Theaceae als Unterfamilie Sladenioideae (beispielsweise Gilg & Werdermann 1925, Hutchinson 1959, Takhtajan 1997) eingeordnet. Innerhalb der Ordnung der Ericales sind die Pentaphylacaceae den Sladeniaceae am nächsten verwandt. Die Verwandtschaftsverhältnisse werden auch in APG III bestätigt.
Die Familie der Sladeniaceae besteht aus nur zwei Gattungen mit drei Arten:
- Ficalhoa Hiern:  Mit verwachsenen Kronblättern. Mit nur einer Art:
  - Ficalhoa laurifolia Hiern: Sie ist in den Gebirgen Ostafrikas beheimatet.[3]
- Sladenia Kurz: Die Chromosomenzahlen betragen n = 24. Die zwei Arten sind in Yunnan (China), Burma und Thailand beheimatet:
  - Sladenia celastrifolia Kurz: Sie kommt vor im nördlichen Myanmar, im nördlichen Thailand, in Vietnam, im westlichen Guizhou und in Yunnan.[4]
  - Sladenia integrifolia Y.M.Shui: Dieser Endemit kommt nur in Wäldern in Höhenlagen zwischen 1000 und 1300 Metern in Jinping in der chinesischen Provinz Yunnan vor.[4]